# Zhao Jing
Zhao Jing (xinès: 赵菁; Wuhan, 31 de desembre de 1990) és una nedadora xinesa i medallista olímpica als Jocs Olímpics de Pequín 2008.

## Trajectòria
Va debutar als Jocs Olímpics de Pequín 2008 als 18 anys en la prova de 4x100 m combinat, aconseguint a més la medalla de bronze amb un temps de 3:56,11. El 2009 va nedar al Campionat Mundial de Natació de 2009, guanyant dues medalles d'or, igual que al Campionat Mundial de Natació en Piscina Curta de 2010, a més d'una medalla de plata. Després de nedar al Campionat Mundial de Natació de 2011, on va guanyar dues medalles, una d'or i una altra de plata, va nedar als Jocs Olímpics de Londres 2012. Va nedar en dues proves, però no va arribar a aconseguir cap medalla. Posteriorment va nedar al Campionat Mundial de Natació en Piscina Curta de 2012, collint una medalla d'or i una altra de bronze, i després al Campionat Mundial de Natació de 2013, medallista d'or en els 50 m esquena.